# سلام (فیلم ۲۰۱۱)
«سلام» (انگلیسی: Hello (2011 film)) یک فیلم است که در سال ۲۰۱۱ منتشر شد.